# Campeonato Europeo de Lucha de 1970
El XXIII Campeonato Europeo de Lucha se celebró en Berlín Oriental (RDA) en el año 1970 bajo la organización de la Federación Internacional de Luchas Asociadas (FILA) y la Federación de Lucha de Alemania Oriental.

## Resultados

### Lucha grecorromana
| Evento  | Oro                       | Plata                        | Bronce                     |
| ------- | ------------------------- | ---------------------------- | -------------------------- |
| 48 kg   | Gheorghe Berceanu Rumania | Henrik Gál · Hungría         | Lorenzo Calafiore · Italia |
| 52 kg   | Petar Kirov Bulgaria      | Boško Marinko Yugoslavia     | Klim Olzoyev URSS          |
| 57 kg   | János Varga · Hungría     | Ion Baciu Rumania            | Jristo Traikov Bulgaria    |
| 62 kg   | Heinz-Helmut Wehling RDA  | Martti Laakso · Finlandia    | Ivan Kaspar Checoslovaquia |
| 68 kg   | Klaus-Peter Göpfert RDA   | Sreten Damjanović Yugoslavia | Manfred Schöndorfer RFA    |
| 74 kg   | Viktor Igumenov URSS      | Momir Kecman Yugoslavia      | Franz Berger · Austria     |
| 82 kg   | Milan Nenadić Yugoslavia  | Adam Ostrowski · Polonia     | Rudolf Vesper RDA          |
| 90 kg   | Valeri Rezantsev URSS     | Lothar Metz RDA              | Josip Čorak Yugoslavia     |
| 100 kg  | Per Svensson · Suecia     | Ferenc Kiss · Hungría        | Marin Kolev Bulgaria       |
| +100 kg | Roland Bock RFA           | Edward Wojda · Polonia       | Alexandar Tomov Bulgaria   |

### Lucha libre
| Evento  | Oro                      | Plata                     | Bronce                     |
| ------- | ------------------------ | ------------------------- | -------------------------- |
| 48 kg   | Rafik Gadzhiyev URSS     | Jürgen Möbius RDA         | Attila Laták · Hungría     |
| 52 kg   | Bayu Baev Bulgaria       | Ali Rıza Alan Turquía     | Petre Ciarnău Rumania      |
| 57 kg   | Ivan Shavov Bulgaria     | Pavel Malian URSS         | Hasan Kahraman Turquía     |
| 62 kg   | Eniu Todorov Bulgaria    | Viktor Markelov URSS      | Petre Coman Rumania        |
| 68 kg   | Ismail Yuseinov Bulgaria | József Rusznyák · Hungría | Šefer Saliovski Yugoslavia |
| 74 kg   | Zarbeg Beriashvili URSS  | Jan Karlsson · Suecia     | Anguel Petrov Bulgaria     |
| 82 kg   | Horst Stottmeister RDA   | Ivan Iliev Bulgaria       | Vasile Iorga Rumania       |
| 90 kg   | Boris Gurevich URSS      | Károly Bajkó · Hungría    | Ramadan Ajmedov Bulgaria   |
| 100 kg  | Ahmet Ayık Turquía       | Ivan Yaryguin URSS        | Vasil Todorov Bulgaria     |
| +100 kg | Leonid Kitov URSS        | Gıyasettin Yılmaz Turquía | Peter Germer RDA           |

## Medallero
| Núm. | País           | Oro | Plata | Bronce | Total |
| ---- | -------------- | --- | ----- | ------ | ----- |
| 1    | URSS           | 6   | 3     | 1      | 10    |
| 2    | Bulgaria       | 5   | 1     | 6      | 12    |
| 3    | RDA            | 3   | 2     | 2      | 7     |
| 4    | Hungría        | 1   | 4     | 1      | 6     |
| 5    | Yugoslavia     | 1   | 3     | 2      | 6     |
| 6    | Turquía        | 1   | 2     | 1      | 4     |
| 7    | Rumania        | 1   | 1     | 3      | 5     |
| 8    | Suecia         | 1   | 1     | 0      | 2     |
| 9    | RFA            | 1   | 0     | 1      | 2     |
| 10   | Polonia        | 0   | 2     | 0      | 2     |
| 11   | Finlandia      | 0   | 1     | 0      | 1     |
| 12   | Austria        | 0   | 0     | 1      | 1     |
| 12   | Checoslovaquia | 0   | 0     | 1      | 1     |
| 12   | Italia         | 0   | 0     | 1      | 1     |
|      | TOTAL          | 20  | 20    | 20     | 60    |